# 红木科
红木科（学名：Bixaceae）包括4属共26种，都是原生于热带美洲的，虽然是一个小科，但即有乔木，也有灌木和草本植物，花被5裂，所有种类都分泌红色、黄色或橙色的乳汁。红木的种皮可以作为红色食用色素。

## 分类
在1981年的克朗奎斯特分类法中，红木科被分入堇菜目，1998年根据基因亲缘关系分类的APG 分类法将其重新划分入锦葵目，并建议可以和弯子木科合并，2003年经过修订的APG II 分类法甚至建议可以进一步再和地果莲木科合并。APG III正式将地果莲木科并入本科。

### 下级分类
本科包括以下属：
- 鲤尾花属 Amoreuxia
- 红木属 Bixa
- 弯子木属 Cochlospermum
- 基柱木属 Diegodendron